# プレミオ・クラッキ・ド・ブラジレイロン
プレミオ・クラッキ・ド・ブラジレイロン（Prêmio Craque Brasileirão）は、ブラジルサッカー連盟（CBF）とヘジ・グローボによるカンピオナート・ブラジレイロ・セリエA（ブラジル全国選手権1部）の選手、監督、審判員などを対象とした表彰である。2005年に始まった。

## 各賞の説明
最終候補者は、選手、監督、ジャーナリスト、元選手からなる審査員達によって選定される。
クラッキ・ド・ブラジレイロン (Craque do Brasileirão) は最も優秀な選手に贈られる。得点王 (Artilheiro) はセリエAで最も多くのゴールを挙げた選手に贈られる。2006年より設けられたクラッキ・ダ・ガレラ (Craque da galera) は一般のファンによる投票によって選定される唯一の賞である（2007年まではクラッキ・ダ・トルシーダ (Craque da torcida) といった）。2007年からは若手選手を対象とする最優秀新人賞 (Revelação) が設けられた。
ポジション別表彰はゴールキーパー (Goleiro) 、右サイドバック (Lateral direito) 、右センターバック (Zagueiro Direito) 、左センターバック (Zagueiro Esquerdo) 、左サイドバック (Lateral esquerdo) 、右ボランチ (Volante pela direita) 、左ボランチ (Volante pela esquerda) 、右ハーフ (Meia direita) 、左ハーフ (Meia esquerda) 、第1フォワード (Atacante) 、第2フォワード (Atacante 2) の11部門である。1位から順に金 (ouro) 、銀 (prata) 、銅 (bronze) と格付けされる。各ポジションで1位となった11人がベストイレブン（セレソン・ド・ブラジレイロン、seleção do Brasileirão) となる。
選手と同様に監督 (Técnico) 、審判員 (Árbitro) も表彰の対象とされる。そのほかにも最優秀サポーター (Torcida de ouro) 、個人やチームなどの功績を称えて顕彰するオメナージェン (Homenagem) 、セリエAからセリエDまでの各ディビジョンの優勝クラブの表彰も行われる。

## 2005
クラッキ・ド・ブラジレイロン
- カルロス・テベス（コリンチャンス）

得点王
- ロマーリオ（ヴァスコ・ダ・ガマ）

ポジション別表彰
| ポジション         | 1位（ベストイレブン）                     | 2位                                       | 3位                                       |
| ------------------ | ----------------------------------------- | ----------------------------------------- | ----------------------------------------- |
| ゴールキーパー     | ファビオ・コスタ （コリンチャンス）       | ロジェーリオ・セーニ （サンパウロ）       | アルレイ （ゴイアス）                     |
| 右サイドバック     | ガブリエウ （フルミネンセ）               | シシーニョ （サンパウロ）                 | パウロ・バイエル （ゴイアス）             |
| 右センターバック   | ディエゴ・ルガーノ （サンパウロ）         | ベトン （コリンチャンス）                 | アンドレ・ジアス （ゴイアス）             |
| 左センターバック   | カルロス・ガマーラ （パルメイラス）       | アンドレ・レオネ （ゴイアス）             | マリーニョ （コリンチャンス）             |
| 左サイドバック     | グスタヴォ・ネリ （コリンチャンス）       | ミシェウ・バストス （フィゲイレンセ）     | ジョルジ・ワグネル （インテルナシオナル） |
| 右ボランチ         | マルセロ・マットス （コリンチャンス）     | ミネイロ （サンパウロ）                   | マルコン （フルミネンセ）                 |
| 左ボランチ         | ティンガ （インテルナシオナル）           | ロジネイ （コリンチャンス）               | アロウカ （フルミネンセ）                 |
| 右ハーフ           | デヤン・ペトコヴィッチ （フルミネンセ）   | ジュニーニョ・パウリスタ （パルメイラス） | カルロス・アウベルト （コリンチャンス）   |
| 左ハーフ           | ロージェル （コリンチャンス）             | リカルジーニョ （サントス）               | ロドリゴ・タバタ （ゴイアス）             |
| ポンタ・ジ・ランサ | カルロス・テベス （コリンチャンス）       | フェルナンドン （インテルナシオナル）     | エジムンド （フィゲイレンセ）             |
| フォワード         | ラファエウ・ソビス （インテルナシオナル） | ロブソン （パイサンドゥ）                 | アレックス・ジアス （ヴァスコ・ダ・ガマ） |

監督
- 1位： ムリシ・ラマーリョ（インテルナシオナル）
- 2位： アベウ・ブラガ（フルミネンセ）
- 3位： ジェニーニョ（ゴイアス）

審判
- 1位： レオナルド・ガシバ
- 2位： カルロス・エウジェニオ・シモン
- 3位： ヴァグネル・タルデリ

出典：

## 2006
クラッキ・ド・ブラジレイロン
- ロジェーリオ・セーニ（サンパウロ）

クラッキ・ダ・トルシーダ
- レナト（フラメンゴ、43,19%）

得点王
- ソウザ（ゴイアス）

ポジション別表彰
| ポジション         | 1位（ベストイレブン）                       | 2位                                   | 3位                                     |
| ------------------ | ------------------------------------------- | ------------------------------------- | --------------------------------------- |
| ゴールキーパー     | ロジェリオ・セニ （サンパウロ）             | ジエゴ・カヴァリエリ （パルメイラス） | ブルーノ （フラメンゴ）                 |
| 右サイドバック     | ソウザ （サンパウロ）                       | イウシーニョ （サンパウロ）           | パウロ・バイエル （パルメイラス）       |
| 右センターバック   | ファボン （サンパウロ）                     | インジオ （インテルナシオナル）       | ウィリアン （グレミオ）                 |
| 左センターバック   | ファビアーノ・エレル （インテルナシオナル） | ルイス・アウベルト （サントス）       | グラジストン （クルゼイロ）             |
| 左サイドバック     | マルセロ （フルミネンセ）                   | クレーベル （サントス）               | ジャディウソン （ゴイアス）             |
| 右ボランチ         | ミネイロ （サンパウロ）                     | アンドラージ （ヴァスコ・ダ・ガマ）   | マルセロ・マットス （コリンチャンス）   |
| 左ボランチ         | ルーカス （グレミオ）                       | ジョズエ （サンパウロ）               | クラウディオ・マルドナード （サントス） |
| 右ハーフ           | ゼ・ホベルト （ボタフォゴ）                 | モライス （ヴァスコ・ダ・ガマ）       | シセロ （フィゲイレンセ）               |
| 左ハーフ           | レナト （フラメンゴ）                       | ゼ・ロベルト （サントス）             | ダニーロ （サンパウロ）                 |
| ポンタ・ジ・ランサ | ソウザ （ゴイアス）                         | ソアレス （フィゲイレンセ）           | イアルレイ （インテルナシオナル）       |
| フォワード         | フェルナンドン （インテルナシオナル）       | アロイジオ （サンパウロ）             | オビナ （フラメンゴ）                   |

監督
- 1位： ムリシ・ラマーリョ（サンパウロ）
- 2位： レナト・ガウショ（ヴァスコ・ダ・ガマ）
- 3位： マノ・メネーゼス（グレミオ）

審判
- 1位： レオナルド・ガシバ
- 2位： エベル・ロベルト・ロペス
- 3位： カルロス・エウジェニオ・シモン

出典：

## 2007
クラッキ・ド・ブラジレイロン
- ロジェリオ・セニ（サンパウロ）

クラッキ・ダ・トルシーダ
- 1位： ロジェリオ・セニ（サンパウロ、51,56%)
- 2位： ホルヘ・バルディビア（パルメイラス、25,14%)
- 3位： フェリペ（コリンチャンス、23,3%）

得点王
- ジョジエウ（パラナ）

最優秀新人
- ブレーノ（サンパウロ）

ポジション別表彰
| ポジション         | 1位（ベストイレブン）                 | 2位                                 | 3位                                         |
| ------------------ | ------------------------------------- | ----------------------------------- | ------------------------------------------- |
| ゴールキーパー     | ロジェリオ・セニ （サンパウロ）       | フェリペ （コリンチャンス）         | ディエゴ・カヴァリエリ （パルメイラス）     |
| 右サイドバック     | レオナルド・モウラ （フラメンゴ）     | ジョイウソン （ボタフォゴ）         | コエーリョ （アトレチコ・ミネイロ）         |
| 右センターバック   | ブレーノ （サンパウロ）               | チアゴ・シウヴァ （フルミネンセ）   | ファビオ・ルシアーノ （フラメンゴ）         |
| 左センターバック   | ミランダ （サンパウロ）               | アレックス・シウヴァ （サンパウロ） | ジュニーニョ （ボタフォゴ）                 |
| 左サイドバック     | クレーベル （サントス）               | ジュアン （フラメンゴ）             | アンドレ・サントス （フィゲイレンセ）       |
| 右ボランチ         | エルナネス （サンパウロ）             | ピエール （パルメイラス）           | クラウディオ・サントス （サントス）         |
| 左ボランチ         | リシャルリソン （サンパウロ）         | ロドリゴ・ソウト （サントス）       | マルチネス （パルメイラス）                 |
| 右ハーフ           | イブソン （フラメンゴ）               | ジエゴ・ソウザ （グレミオ）         | パウロ・バイエル （ゴイアス）               |
| 左ハーフ           | ホルヘ・バルディビア （パルメイラス） | チアゴ・ネヴェス （フルミネンセ）   | ジョルジ・ワグネル （サンパウロ）           |
| ポンタ・ジ・ランサ | ベト・アコスタ （ナウチコ）           | ダゴベルト （サンパウロ）           | レアンドロ・アマラウ （ヴァスコ・ダ・ガマ） |
| フォワード         | ジョジエウ （パラナ）                 | ドド （ボタフォゴ）                 | アロイジオ （サンパウロ）                   |

監督
- 1位： ムリシ・ラマーリョ（サンパウロ）
- 2位： ジョエル・サンタナ（フラメンゴ）
- 3位： カイオ・ジュニオール（パルメイラス）

審判
- 1位： レオナルド・ガシバ
- 2位： エベル・ロベルト・ロペス
- 3位： パウロ・セザル・ジ・オリヴェイラ

最優秀サポーター
- フラメンゴ

オメナージェン
- ロマーリオ（通算1000ゴールを称えての受賞）
- ニウトン・サントス

出典：

## 2008
クラッキ・ド・ブラジレイロン
- エルナネス（サンパウロ）

クラッキ・ダ・ガレラ
- 1位： チアゴ・シウヴァ（フルミネンセ、47%）
- 2位： ジュアン（フラメンゴ、38%）
- 3位： エルナネス（サンパウロ、15%）

得点王
- ケイリゾン（コリチーバ）、 クレーベル・ペレイラ（サントス）、 ワシントン（フルミネンセ）

最優秀新人
- ケイリゾン（コリチーバ）

ポジション別表彰
| ポジション       | 1位（ベストイレブン）                 | 2位                                     | 3位                                   |
| ---------------- | ------------------------------------- | --------------------------------------- | ------------------------------------- |
| ゴールキーパー   | ヴィクトル （グレミオ）               | ロジェーリオ・セーニ （サンパウロ）     | マルコス （パルメイラス）             |
| 右サイドバック   | レオナルド・モウラ （フラメンゴ）     | ヴィトール （ゴイアス）                 | エウデル・グランジャ （パルメイラス） |
| 右センターバック | チアゴ・シウヴァ （フルミネンセ）     | アンドレ・ジアス （サンパウロ）         | ファビオ・ルシアーノ （フラメンゴ）   |
| 左センターバック | ジョアン （サンパウロ）               | ロナウド・アンジェリン （フラメンゴ）   | レヴェル （グレミオ）                 |
| 左サイドバック   | ジュアン （フラメンゴ）               | クレーベル （サントス）                 | レアンドロ （パルメイラス）           |
| 右ボランチ       | エルナネス （サンパウロ）             | ピエール （パルメイラス）               | ラファエル・カリオカ （グレミオ）     |
| 左ボランチ       | ラミレス （クルゼイロ）               | パブロ・ギニャス （インテルナシオナル） | ジギーニョ （ボタフォゴ）             |
| 右ハーフ         | ジエゴ・ソウザ （パルメイラス）       | チェコ （グレミオ）                     | イブソン （フラメンゴ）               |
| 左ハーフ         | アレックス （インテルナシオナル）     | ヴァグネル （クルゼイロ）               | ルシオ・フラヴィオ （ボタフォゴ）     |
| 第1フォワード    | クレーベル・ペレイラ （サントス）     | ギリェルメ （クルゼイロ）               | ケイリゾン （コリチーバ）             |
| 第2フォワード    | アレックス・ミネイロ （パルメイラス） | クレーベル （パルメイラス）             | ニウマール （インテルナシオナル）     |

監督
- 1位： ムリシ・ラマーリョ
（サンパウロ）
- 2位： ヴァンデルレイ・ルシェンブルゴ
（パルメイラス）
- 3位： セウソ・ロッチ
（グレミオ）

審判
- 1位： レオナルド・ガシバ
- 2位： レアンドロ・ヴアデン
- 3位： カルロス・エウジェニオ・シモン

最優秀サポーター
- コリンチャンス

オメナージェン
- 1958 FIFAワールドカップに優勝したブラジル代表（優勝から50周年を記念しての受賞）
- ペレ

出典：

## 2009
クラッキ・ド・ブラジレイロン
- ジエゴ・ソウザ（パルメイラス）

クラッキ・ダ・ガレラ
- 1位： ダリオ・コンカ（フルミネンセ、51%）
- 2位： デヤン・ペトコヴィッチ（フラメンゴ、41%）
- 3位： エルナネス（サンパウロ、8%）

得点王
- アドリアーノ（フラメンゴ）、ジエゴ・タルデッリ（アトレチコ・ミネイロ）

最優秀新人
- フェルナンジーニョ（バルエリ）

ポジション別表彰
| ポジション       | 1位（ベストイレブン）                       | 2位                                       | 3位                                   |
| ---------------- | ------------------------------------------- | ----------------------------------------- | ------------------------------------- |
| ゴールキーパー   | ヴィクトル （グレミオ）                     | マルコス （パルメイラス）                 | ブルーノ （フラメンゴ）               |
| 右サイドバック   | ジョナタン （クルゼイロ）                   | レオナルド・モウラ （フラメンゴ）         | ヴィトール （ゴイアス）               |
| 右センターバック | アンドレ・ジアス （サンパウロ）             | ダニーロ （パルメイラス）                 | シコン （コリンチャンス）             |
| 左センターバック | ミランダ （サンパウロ）                     | レヴェル （グレミオ）                     | ロナウド・アンジェリン （フラメンゴ） |
| 左サイドバック   | ジュリオ・セザル （ゴイアス）               | パブロ・アルメロ （パルメイラス）         | クレーベル （インテルナシオナル）     |
| 右ボランチ       | エルナネス （サンパウロ）                   | ピエール （パルメイラス）                 | ウィリアンス （フラメンゴ）           |
| 左ボランチ       | パブロ・ギニャス （インテルナシオナル）     | クラウディオ・マルドナード （フラメンゴ） | サンドロ （インテルナシオナル）       |
| 右ハーフ         | ジエゴ・ソウザ （パルメイラス）             | クレイトン・シャヴィエル （パルメイラス） | ソウザ （グレミオ）                   |
| 左ハーフ         | デヤン・ペトコヴィッチ （フラメンゴ）       | マルセリーニョ・パライーバ （コリチーバ） | ダリオ・コンカ （フルミネンセ）       |
| 第1フォワード    | ジエゴ・タルデッリ （アトレチコ・ミネイロ） | フレッジ （フルミネンセ）                 | フェルナンジーニョ （バルエリ）       |
| 第2フォワード    | アドリアーノ （フラメンゴ）                 | ロナウド （コリンチャンス）               | イアルレイ （ゴイアス）               |

監督
- 1位  アンドラージ（フラメンゴ）
- 2位  シーラス（アヴァイ）
- 3位  セウソ・ロッチ（アトレチコ・ミネイロ）

審判
- 1位  エベル・ロベルト・ロペス
- 2位  レオナルド・ガシバ
- 3位  パウロ・セザル・ジ・オリヴェイラ

最優秀サポーター
- フラメンゴ

オメナージェン
- カフー

出典：

## 2010
クラッキ・ド・ブラジレイロン
- ダリオ・コンカ（フルミネンセ）

クラッキ・ダ・ガレラ
- 1位： ダリオ・コンカ（フルミネンセ、40%）
- 2位： デデ（ヴァスコ・ダ・ガマ、36%）
- 3位： ブルーノ・セザル（コリンチャンス、24%）

得点王
- ジョナス（グレミオ）

最優秀新人
- ブルーノ・セザル（コリンチャンス）

ポジション別表彰
| ポジション       | 1位（ベストイレブン）                   | 2位                                               | 3位                                           |
| ---------------- | --------------------------------------- | ------------------------------------------------- | --------------------------------------------- |
| ゴールキーパー   | ファビオ （クルゼイロ）                 | ヴィクトル （グレミオ）                           | ジェフェルソン（ボタフォゴ）                  |
| 右サイドバック   | マリアーノ （フルミネンセ）             | レオナルド・モウラ （フラメンゴ）                 | ジョナタン （クルゼイロ）                     |
| 右センターバック | デデ （ヴァスコ・ダ・ガマ）             | アレックス・シウヴァ （サンパウロ）               | シコン （コリンチャンス）                     |
| 左センターバック | ミランダ （サンパウロ）                 | レヴェル （アトレチコ・ミネイロ）                 | レアンドロ・エウゼビオ （フルミネンセ）       |
| 左サイドバック   | ロベルト・カルロス （コリンチャンス）   | クレーベル （インテルナシオナル）                 | ジエゴ・レナン （クルゼイロ）                 |
| 右ボランチ       | ジュシレイ （コリンチャンス）           | ファブリシオ （クルゼイロ）                       | ウィリアンス （フラメンゴ）                   |
| 左ボランチ       | エリアス （コリンチャンス）             | アロウカ （サントス）                             | マルコス・アスンソン （パルメイラス）         |
| 右ハーフ         | ワルテル・モンティージョ （クルゼイロ） | アンドレス・ダレッサンドロ （インテルナシオナル） | パウロ・バイエル （アトレチコ・パラナエンセ） |
| 左ハーフ         | ダリオ・コンカ （フルミネンセ）         | ブルーノ・セザル （コリンチャンス）               | ドウグラス （グレミオ）                       |
| 第1フォワード    | ジョナス （グレミオ）                   | チアゴ・リベイロ （クルゼイロ）                   | エデル・ルイス （ヴァスコ・ダ・ガマ）         |
| 第2フォワード    | ネイマール （サントス）                 | クレーベル （パルメイラス）                       | ロコ・アブレウ （ボタフォゴ）                 |

監督
- 1位： ムリシ・ラマーリョ（フルミネンセ）
- 2位： クーカ（クルゼイロ）
- 3位： レナト・ガウショ（グレミオ）

審判
- 1位： サンドロ・メイラ・リッチ
- 2位： カルロス・エウジェニオ・シモン
- 3位： パウロ・セザル・ジ・オリヴェイラ

最優秀サポーター
- バイーア

オメナージェン
- 1970 FIFAワールドカップに優勝したブラジル代表チーム
- ロナウド（コリンチャンス）
- コリンチャンス（クラブ創設100周年を称えての受賞）

出典：

## 2011
クラッキ・ド・ブラジレイロン
- ネイマール（サントス）

クラッキ・ダ・ガレラ
- 1位： デデ（ヴァスコ・ダ・ガマ、46%）
- 2位： リエジソン（コリンチャンス、36%）
- 3位： ネイマール（サントス、18%）

得点王
- ボルジェス（サントス）

最優秀新人
- ヴェリントン・ネン（フィゲイレンセ）

ポジション別表彰
| ポジション       | 1位（ベストイレブン）                     | 2位                                         | 3位                                   |
| ---------------- | ----------------------------------------- | ------------------------------------------- | ------------------------------------- |
| ゴールキーパー   | ジェフェルソン （ボタフォゴ）             | フェルナンド・プラス （ヴァスコ・ダ・ガマ） | ジュリオ・セザル （コリンチャンス）   |
| 右サイドバック   | ファグネル （ヴァスコ・ダ・ガマ）         | マリアーノ （フルミネンセ）                 | ブルーノ （フィゲイレンセ）           |
| 右センターバック | デデ （ヴァスコ・ダ・ガマ）               | アントニオ・カルロス （ボタフォゴ）         | ロドウフォ （サンパウロ）             |
| 左センターバック | レーヴェル （アトレチコ・ミネイロ）       | レアンドロ・カスタン （コリンチャンス）     | エメルソン （コリチーバ）             |
| 左サイドバック   | ブルーノ・コルテス （ボタフォゴ）         | ジュニーニョ （フィゲイレンセ）             | クレーベル （インテルナシオナル）     |
| 右ボランチ       | ラウフ （コリンチャンス）                 | ロムロ （ヴァスコ・ダ・ガマ）               | アロウカ （サントス）                 |
| 左ボランチ       | パウリーニョ （コリンチャンス）           | レナト （ボタフォゴ）                       | マルコス・アスンソン （パルメイラス） |
| 右ハーフ         | ジエゴ・ソウザ （ヴァスコ・ダ・ガマ）     | デコ （フルミネンセ）                       | ルーカス （サンパウロ）               |
| 左ハーフ         | ロナウジーニョ・ガウーショ （フラメンゴ） | ワルテル・モンティージョ （クルゼイロ）     | チアゴ・ネヴェス （フラメンゴ）       |
| 第1フォワード    | ネイマール （サントス）                   | レアンドロ・ダミアン （インテルナシオナル） | ジュリオ・セザル （フィゲイレンセ）   |
| 第2フォワード    | フレッジ （フルミネンセ）                 | ボルジェス （サントス）                     | ロコ・アブレウ （ボタフォゴ）         |

監督
- 1位： リカルド・ゴメス/クリストヴォン・ボルジェス（ヴァスコ・ダ・ガマ）
- 2位： ジョルジーニョ（フィゲイレンセ）
- 3位： チッチ（コリンチャンス）

審判
- 1位： レアンドロ・ヴアデン
- 2位： パウロ・セザル・ジ・オリヴェイラ
- 3位： サンドロ・メイラ・リッチ

出典：

## 2012
クラッキ・ド・ブラジレイロン
- フレッジ（フルミネンセ）

クラッキ・ダ・ガレラ
- 1位： ロナウジーニョ（アトレチコ・ミネイロ、38%）
- 2位： ジエゴ・カバリエリ（フルミネンセ、32%）
- 3位： ヴァグネル・ラヴ（フラメンゴ、30%）

得点王
- フレッジ（フルミネンセ）

最優秀新人
- ベルナルジ（アトレチコ・ミネイロ）

ポジション別表彰
| ポジション       | 1位（ベストイレブン）                         |
| ---------------- | --------------------------------------------- |
| ゴールキーパー   | ジエゴ・カバリエリ （フルミネンセ）           |
| 右サイドバック   | マルコス・ローシャ （アトレチコ・ミネイロ）   |
| 右センターバック | レオナルド・シウヴァ （アトレチコ・ミネイロ） |
| 左センターバック | レーヴェル （アトレチコ・ミネイロ）           |
| 左サイドバック   | カルリーニョス （フルミネンセ）               |
| 右ボランチ       | パウリーニョ （コリンチャンス）               |
| 左ボランチ       | ジェアン （フルミネンセ）                     |
| 右ハーフ         | ロナウジーニョ （アトレチコ・ミネイロ）       |
| 左ハーフ         | ルーカス （サンパウロ）                       |
| 第1フォワード    | ネイマール （サントス）                       |
| 第2フォワード    | フレッジ （フルミネンセ）                     |

監督
- 1位： アベウ・ブラガ（フルミネンセ）

審判
- 1位： ニウソン・ノゲイラ・ジアス

出典：

## 2013
クラッキ・ド・ブラジレイロン
- エヴェルトン・リベイロ（クルゼイロ）

クラッキ・ダ・ガレラ
- 1位： エルナニ（フラメンゴ、41.8%）
- 2位： エヴェルトン・リベイロ（クルゼイロ、31.0%）
- 3位： ジエゴ・タルデッリ（アトレチコ・ミネイロ、27.2%）

得点王
- エデルソン（アトレチコ・パラナエンセ）

最優秀新人
- マルセロ（アトレチコ・パラナエンセ）

ポジション別表彰
| ポジション       | 1位（ベストイレブン）                         |
| ---------------- | --------------------------------------------- |
| ゴールキーパー   | ファビオ （クルゼイロ）                       |
| 右サイドバック   | マルコス・ローシャ （アトレチコ・ミネイロ）   |
| 右センターバック | デデ （クルゼイロ）                           |
| 左センターバック | マノエウ （アトレチコ・パラナエンセ）         |
| 左サイドバック   | アレックス・テレス （グレミオ）               |
| 右ボランチ       | ニウトン （クルゼイロ）                       |
| 左ボランチ       | エリアス （フラメンゴ）                       |
| 右ハーフ         | エヴェルトン・リベイロ （クルゼイロ）         |
| 左ハーフ         | パウロ・バイエル （アトレチコ・パラナエンセ） |
| 第1フォワード    | ジエゴ・タルデッリ （アトレチコ・ミネイロ）   |
| 第2フォワード    | エデルソン （アトレチコ・パラナエンセ）       |

監督
- 1位： マルセロ・オリヴェイラ（クルゼイロ）

審判
- 1位： パウロ・セーザル・ジ・オリヴェイラ

出典：

## 2014
クラッキ・ド・ブラジレイロン
- エヴェルトン・リベイロ（クルゼイロ）

クラッキ・ダ・ガレラ
- 1位： ロジェリオ・セニ（サンパウロ、55%）
- 2位： パオロ・ゲレーロ（コリンチャンス、27%）
- 3位： マルセロ・グロエ（グレミオ、18%）

得点王
- フレッジ（フルミネンセ）

最優秀新人
- エリッキ（ゴイアス）

ポジション別表彰
| ポジション       | 1位（ベストイレブン）                       |
| ---------------- | ------------------------------------------- |
| ゴールキーパー   | ジェフェルソン （ボタフォゴ）               |
| 右サイドバック   | マルコス・ローシャ （アトレチコ・ミネイロ） |
| 右センターバック | デデ （クルゼイロ）                         |
| 左センターバック | ジウ （コリンチャンス）                     |
| 左サイドバック   | エジージオ （クルゼイロ）                   |
| 右ボランチ       | ルーカス・シウヴァ （クルゼイロ）           |
| 左ボランチ       | ソウザ （サンパウロ）                       |
| 右ハーフ         | エヴェルトン・リベイロ （クルゼイロ）       |
| 左ハーフ         | リカルド・グラール （クルゼイロ）           |
| 第1フォワード    | ジエゴ・タルデッリ （アトレチコ・ミネイロ） |
| 第2フォワード    | パオロ・ゲレーロ （コリンチャンス）         |

監督
- 1位： マルセロ・オリヴェイラ（クルゼイロ）

審判
- 1位： リカルド・マルケス・リベイロ

出典：